# Мотрунки (Житомирская область)
Мотрунки (укр. Мотрунки) — село на Украине, находится в Чудновском районе Житомирской области.
Код КОАТУУ — 1825885602. Население по переписи 2001 года составляет 157 человек. Почтовый индекс — 13262. Телефонный код — 4139. Занимает площадь 0,875 км².

## Адрес местного совета
13262, Житомирская область, Чудновский р-н, с. Молочки, ул. Ленина, 2